# Latinamerikanska självständighetskrigen
Latinamerikanska självständighetskrigen var en serie krig under sent 1700-tal och tidigt 1800-tal som ledde till skapandet av flera självständiga stater i Latinamerika. Krigen följde de amerikanska och franska revolutionerna.